# Starost (Třebeň)
Starost (německy Sorgen) je zaniklá vesnice na území obce Třebeň, v k. ú. Dvorek v okrese Cheb v Karlovarském kraji. Vesnice ležela 2,5 kilometrů severovýchodně od obce Třebeň, 1,5 kilometru severovýchodně od vesnice Dvorek. Úředně byla zrušena k 1. červenci 1980.

## Historie
První písemná zmínka o vesnici pochází z roku 1322, kdy je zmiňována v seznamu zastavených obcí. Na mapách josefínského mapování z roku 1782, kdy patřila vesnice k městu Cheb a farností pod obec Třebeň, jsou zde zakresleny jeden mlýn, čtyři statky, tři domy a tři rybníky. Roku 1850 se vesnice s osmi usedlostmi a 62 obyvateli stala osadou obce Nový Drahov. V roce 1880 byla vesnice společně s Povodím začleněna do obce Dvorek. Až do roku 1905 ležela vesnice mimo hlavní cesty do doby, kdy byla vybudována cesta do Třebeně. Vybudováním mostu přes potok Sázek v roce 1921 získala vesnice spojení s Dvorkem a napojení na silnici z Povodí do Milhostova.
Po druhé světové válce postihl vesnici odsun německého obyvatelstva a po válce došlo k jejímu dosídlení. V roce 1961 byla vesnice přičleněna k obci Třebeň a v roce 1979 se stala místní částí Františkových Lázní. Následovala postupná devastace vesnice a úředně byla vesnice zrušena k 1. červenci 1980.

## Přírodní poměry
Území zaniklé vesnice se nachází v Chebské pánvi při pravém břehu potoka Sázek. Severozápadně od bývalé zástavby vesnice se v minulosti těžil kaolin pro potřeby keramického průmyslu. Využíván byl rovněž v kosmetice a farmaceutickém průmyslu. Těžba zde probíhala od počátku 20. století až do 90. let 20. století, kdy byla těžba ukončena. Po ukončení těžby se začal lom plnit dešťovými srážkami a postupně se vytvořilo jezero, které se stalo rekreačním místem.

## Obyvatelstvo
Při sčítání lidu v roce 1921 zde žilo 47 obyvatel, všichni německé národnosti. K římskokatolické církvi se hlásilo 46 obyvatel, jeden k evangelické.
| Rok            | 1869 | 1880 | 1890 | 1900 | 1910 | 1921 | 1930 | 1950 | 1961 | 1970 | 1980 | 1991 | 2001 | 2011 |
| -------------- | ---- | ---- | ---- | ---- | ---- | ---- | ---- | ---- | ---- | ---- | ---- | ---- | ---- | ---- |
| Počet obyvatel | 67   | 57   | 47   | 44   | 34   | 47   | 35   | 18   | 18   | 28   | —    | —    | —    | —    |
| Počet domů     | 8    | 8    | 8    | 8    | 8    | 8    | 8    | 6    | —    | 4    | —    | —    | —    | —    |